# Reial Monestir de Sant Victorià
El Reial Monestir de Sant Victorià d'Assan (en aragonès: Reyal Monestério de Sant Veturian) està situat al terme municipal d'O Pueyo d'Araguás (a Los Molinos), en la comarca del Sobrarb, al vessant sud de Penya Montanyesa, de la Serra Ferrera (Osca).

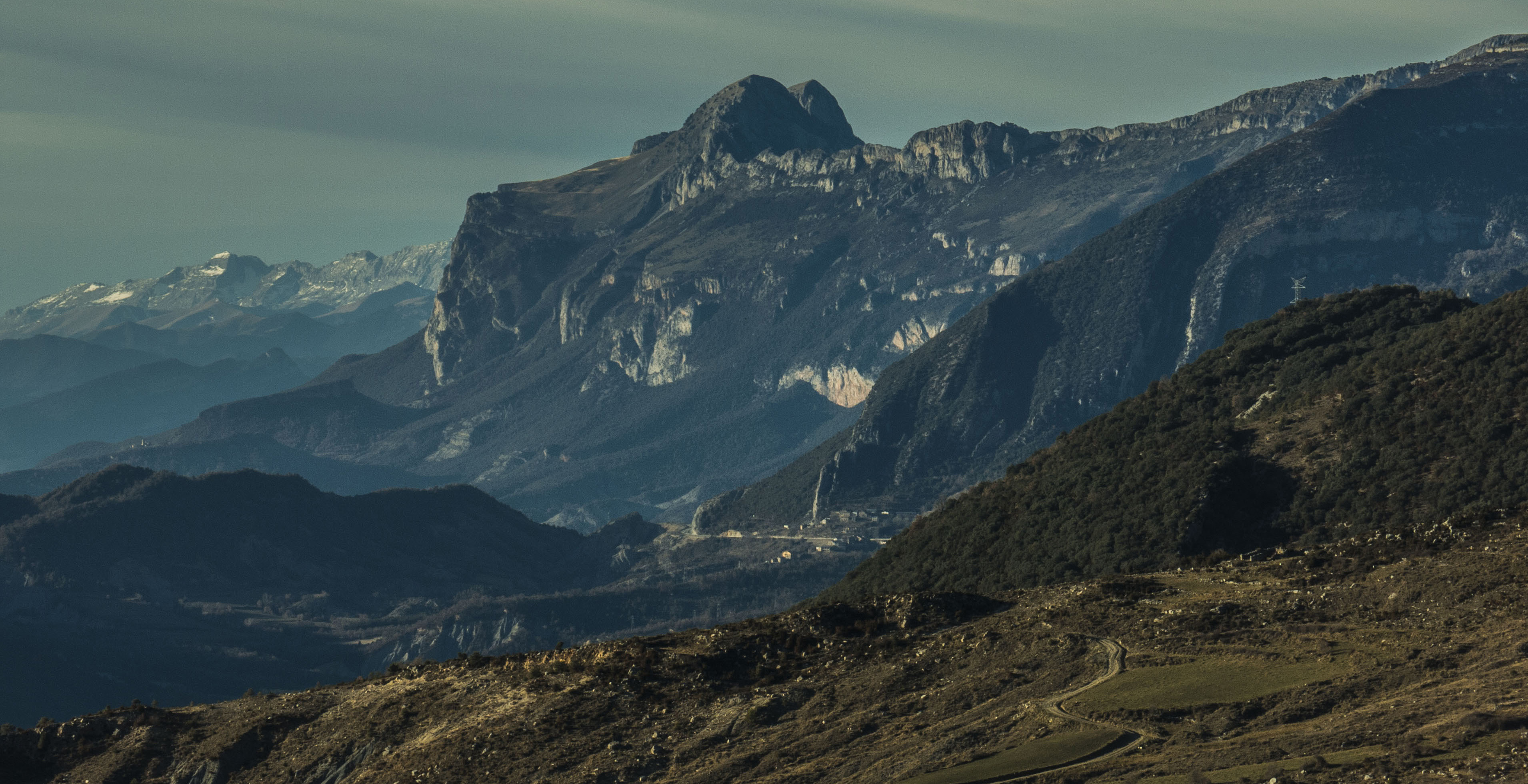
Serra Ferrera

L'antic temple romànic del segle xi va ser substituït per un temple gòtic, un conjunt arquitectònic monacal del segle xvi, emmascarat durant el segle xviii pel barroc. A l'edat mitjana va ser el principal cenobi del Sobrarb.
Al començament de 1950, la majoria d'edificacions, datades en els segles xvi i xviii, es trobaven en ruïnes. Fins i tot, l'església va ser desmantellada pel Bisbat de Barbastre. Actualment el temple està restaurat. Es considera el primer monestir de la península Ibèrica, format per diferents construccions, situat en un lloc muntanyós i aïllat, i envoltat per un recinte emmurallat.
A la zona occidental del recinte hi ha la casa-abadia i l'hostatgeria, dues construccions rectangulars comunicades entre si i disposades al voltant d'un espai obert amb una font i una creu, on s'observen restes d'altres construccions per hostes.
Al centre es disposa el claustre de la comunitat, la crugia oriental és l'únic vestigi de la construcció medieval sobre la qual es va aixecar el nou monestir, mentre que a la crugia septentrional se situa l'església del segle xviii.
L'església del monestir és una planta de creu llatina, amb tres naus i capelles a cada costat, i capçalera amb dues sagristies laterals.
Les tres naus, en origen estaven cobertes amb una volta de canó amb llunetes i capçalera recta. Adossada a l'església destaca una gran torre de planta quadrada i dos cossos en alçada, després de la qual es trobava el cementiri.
La majoria dels edificis estan realitzats en pedres de maçoneria combinat amb carreus, encara que s'aprecien alguns carreus de reforç en contraforts, angles i marcs de les obertures. El conjunt es caracteritza per la funcionalitat i la sobrietat del tractament dels murs, destacant només les portades d'accés als edificis més significatius i l'ornamentació original de l'església, en clau barroc classicista.
Sembla que sota el regnat de Gonzalo i Ramir I d'Aragó, fills de Sanç III el Major de Navarra, es va formalitzar la fundació del monestir, i que amb la reforma de Cluny (orde benedictí), introduïda per Sancho Ramírez en 1071, va quedar sota la protecció directa de la Santa Seu.
El rei Ramir I va donar al monestir, entre d'altres, dues famílies d'esclaus —la d'Oriolus i la seva dona Elo, de Villa Alascore, i la d'un altre home, dona i fills, de Villa Luzares— i les seves propietats i descendents, en perpetuïtat:
| « | ...concedo supradicto monasterio unum hominem, in villa Alascore nomine Oriolus, cum uxore sua Elo, et alium hominem in villa Luzares cum filiis et filiabus suis... hos homines dono jam dicto monasterio cum domibus et uxoribus suis, et cum universis posteritatibus suis, et com omnibus que possident, vel in antea augmentare, comparare, vel escalidare potuerint, ipsi et omnes generationes eorum per secula seculorum. | » |

Pere el Cerimoniós ordenà, el 1372, que les restes d'Ènnec Aritza, primer rei de Pamplona i de Sobrarb, fossin traslladades de l'església d'Araguás (O Pueyo d'Araguás, Sobrarb), on eren, fins al monestir.
El 1571, van ser donades les seves rendes, per decisió del Pontífex Pius V, a la dotació de la nova diòcesi de Barbastre i comença el seu declivi; finalment, amb la desamortització de Mendizabal, l'any 1835 arriba el final de la seua història.
Al Museu Diocesà de Barbastre es guarda la mitra d'estil romànic, de la segona meitat del segle xii teixida en lli amb galó morisc a les ínfules (cintes que pengen de la mitra).
El 22 de març de 2002 es va publicar al Butlletí Oficial d'Aragó el Decret 91/2002, de 6 de març, del Govern d'Aragó, pel qual es declara bé d'interès cultural, en la categoria de Monument.

## Imatges del monestir

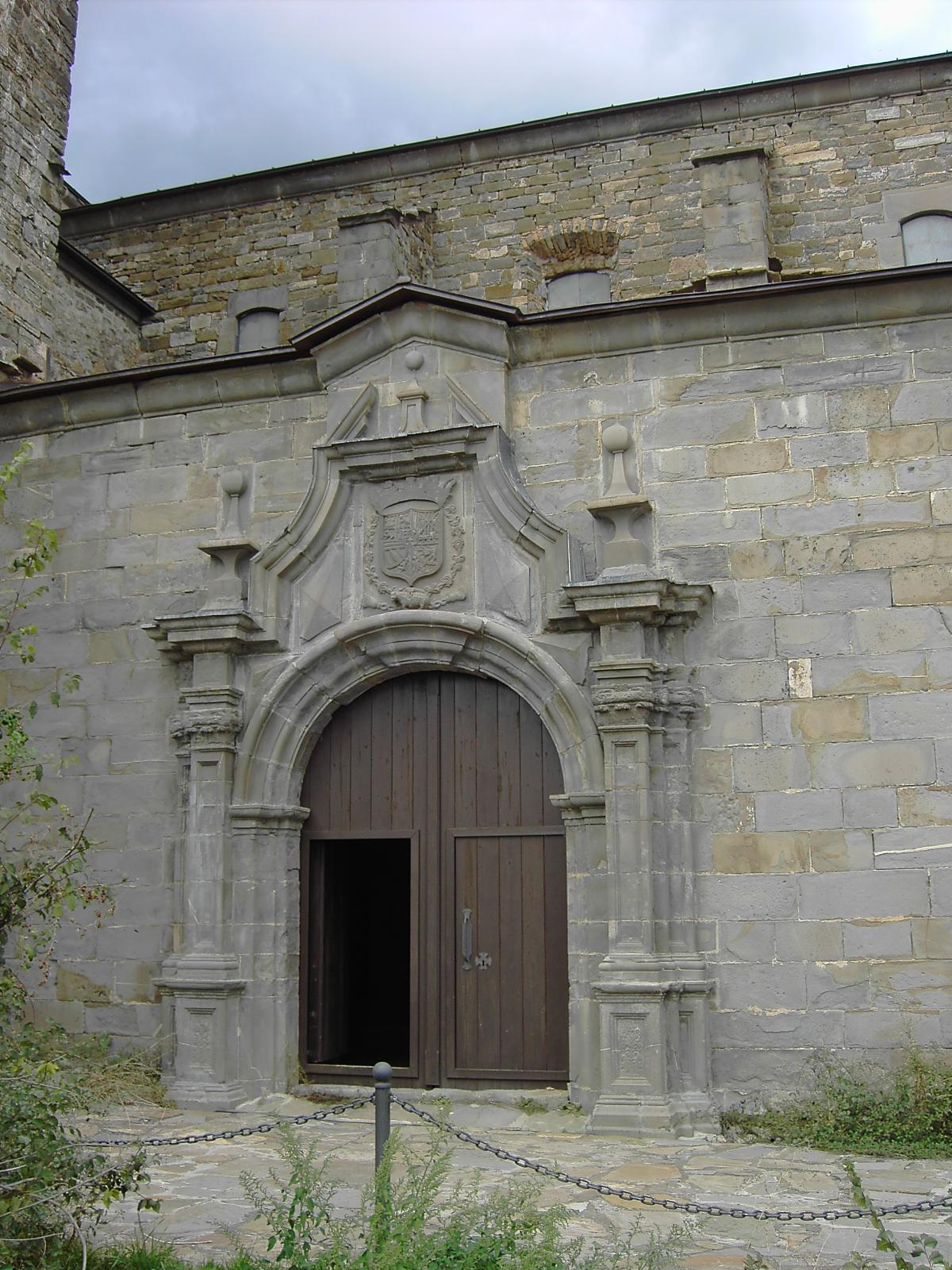
Portalada del segle xviii
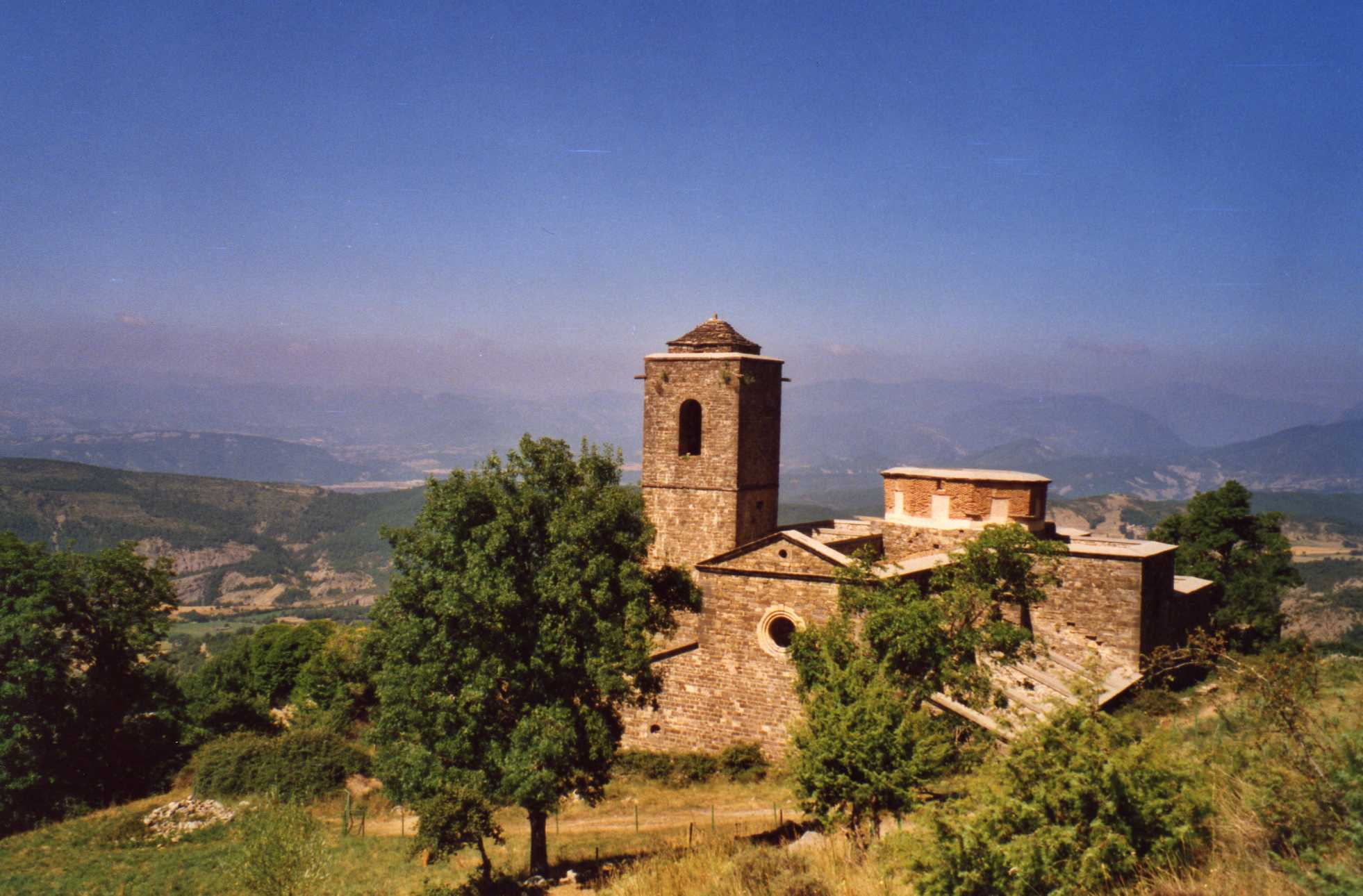
Monestir després de la reforma.
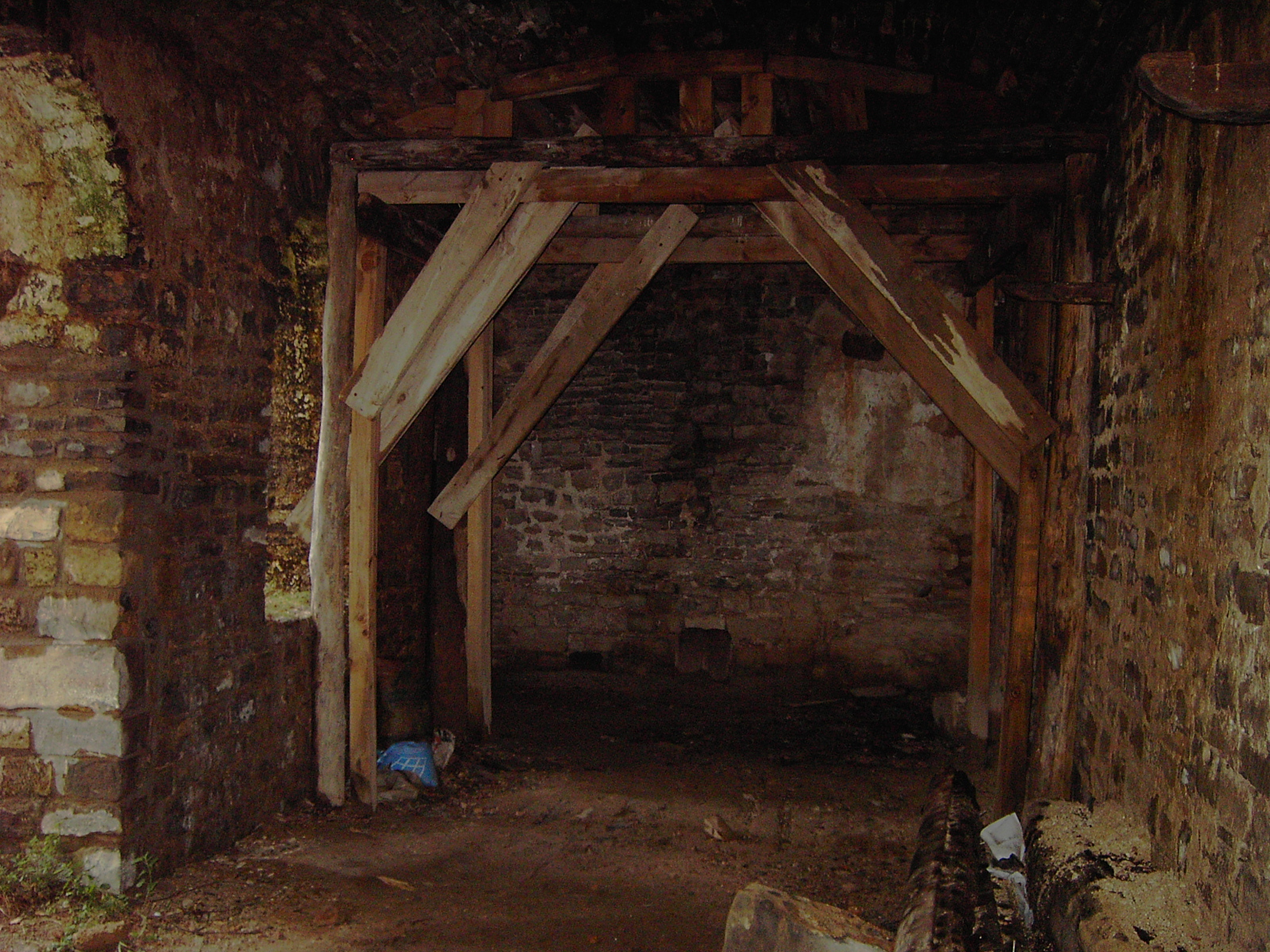
Abans de la reforma
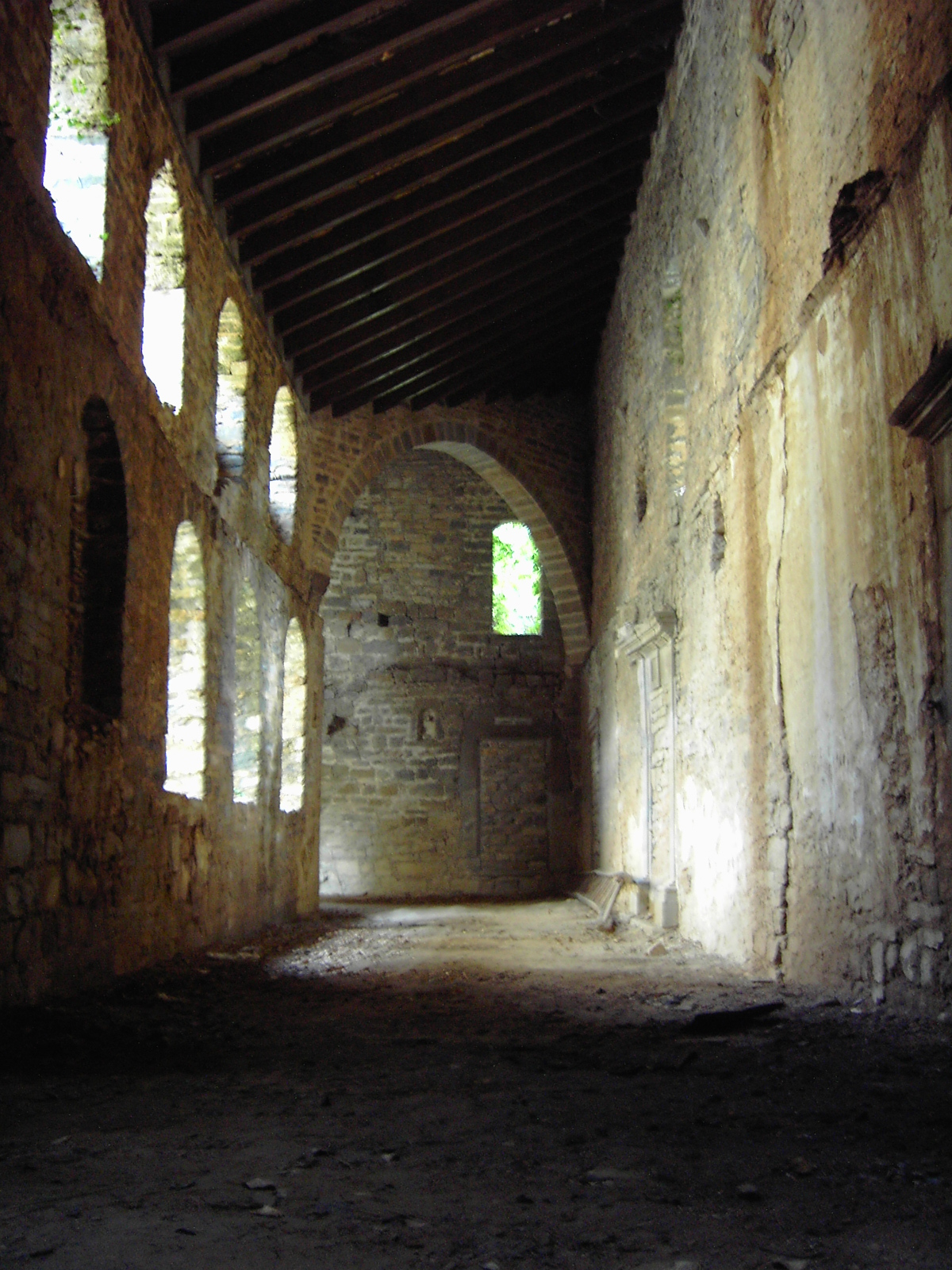
Claustre després de la reforma.
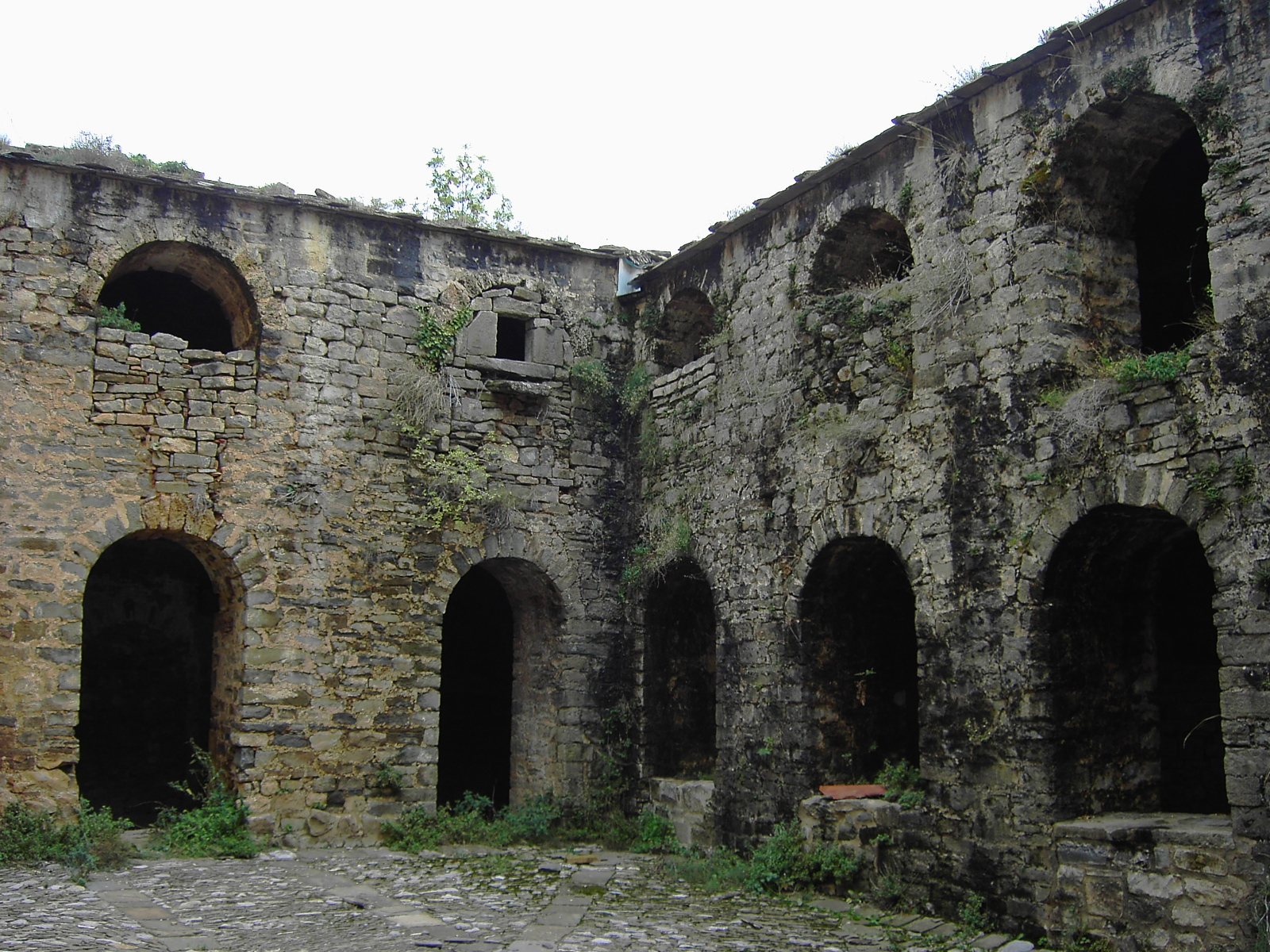
Claustre
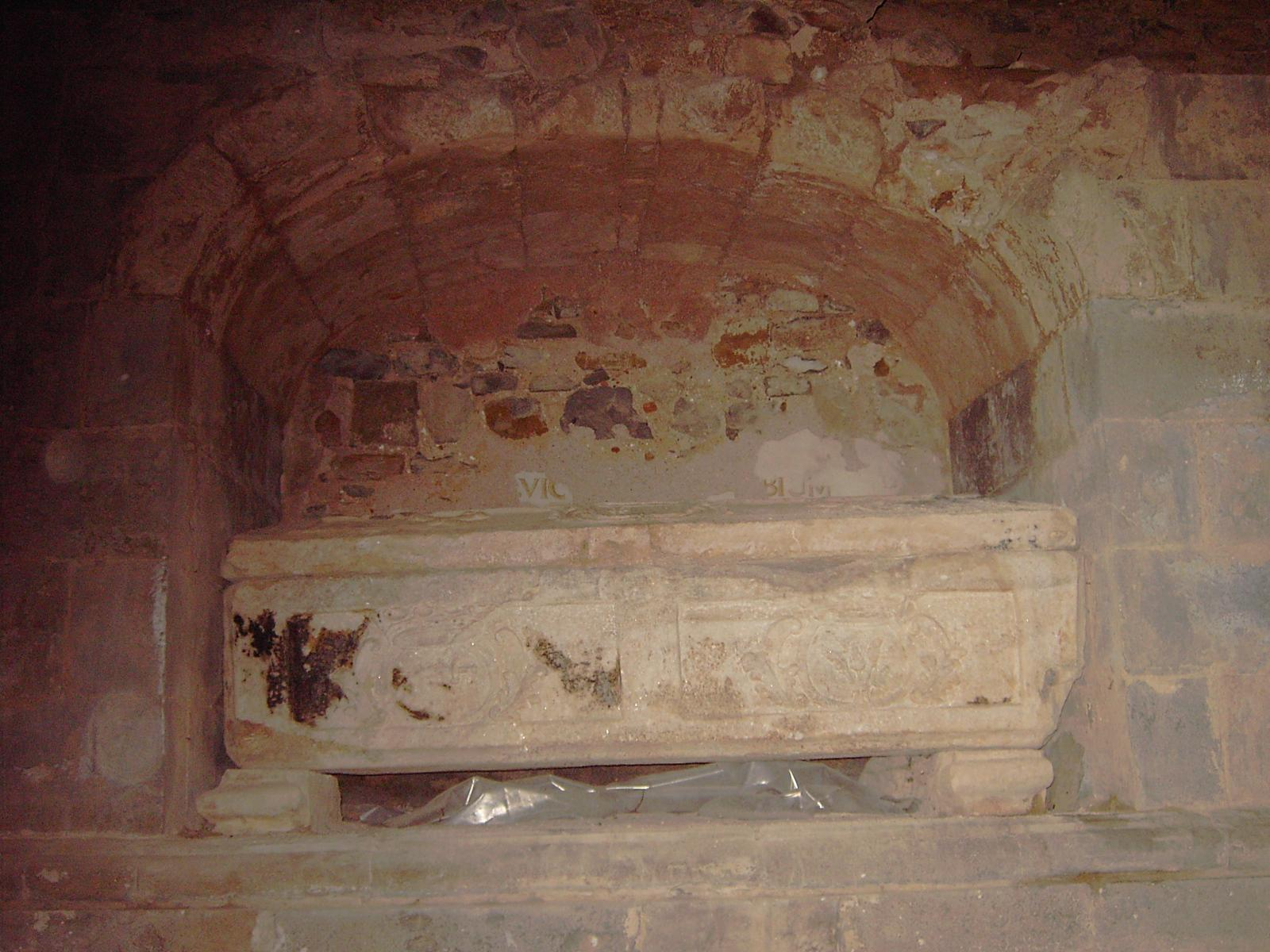
Sarcòfag on, presumptament, reposaven les despulles d'Ènnec Arista o del comte Gonzalo
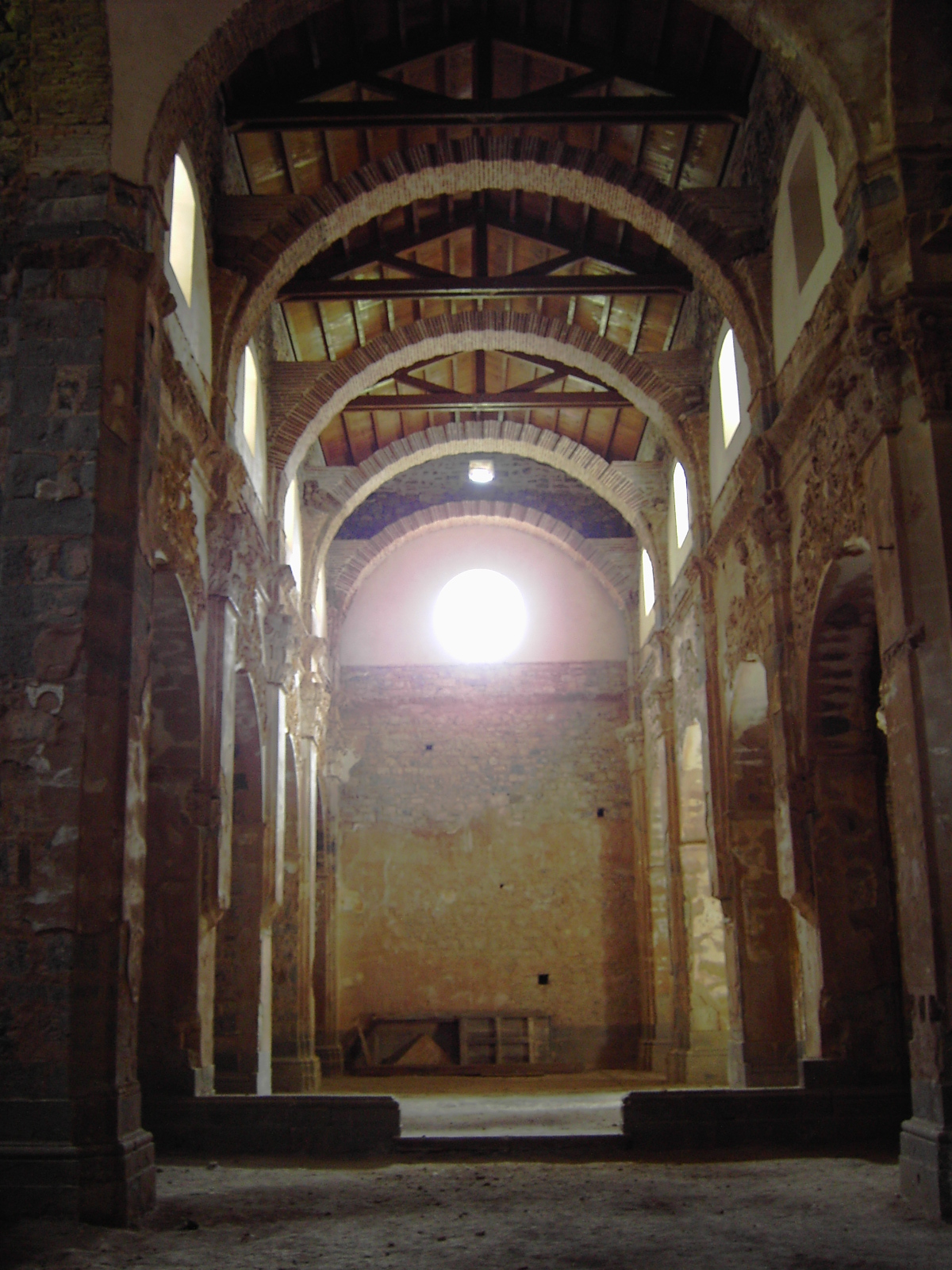
Nau de l'església